# جيمس روس (مؤلف أمريكي)
جيمس روس (بالإنجليزية: James Ross)‏ (1911، مقاطعة ستانلي في الولايات المتحدة - 1990)؛ روائي أمريكي.